# 花之木出入口
花之木出入口（はなのきでいりぐち）は、神奈川県横浜市南区にある首都高速道路神奈川3号狩場線の出入口である。本牧JCT方面入口、狩場JCT方面出口のみのハーフICである。

## 構造
入口は神奈川県道218号弥生台桜木町線に接続し、県道の上下線から利用できる。以前は本ランプ付近に屈曲があったが、公団用地を使い街路を拡幅し線形を改良した。出口は蒔田公園を回り込むように大岡川沿いに延び、Y校前交差点と宮元町1丁目を結ぶ市道に出る。この市道と交わる清水橋交差点には側道も合流するが、高速出口と側道の信号現示を別にすると信号誤認のおそれがあるため同一の現示とした。清水橋交差点を直進した先の街路は低規格であるため、大型車は右折と左折のみ可能である。出口のランプウェイ付近は大岡川プロムナードとして親水性を持たせた都市計画があり、高架橋の下部工に曲線を持たせたり排水管を橋脚のスリットに収めるなど景観上の配慮がなされた。

## 接続道路
- 神奈川県道218号弥生台桜木町線

## 周辺
- 横浜市南区役所
- 横浜市立横浜商業高等学校
- 南太田駅
- 蒔田駅
- 国道16号
- 神奈川県道21号横浜鎌倉線

## 料金所
- レーン数：2
  - ETC専用：1
  - 一般・ETC：1

## 隣
首都高速神奈川3号狩場線
(356)阪東橋出入口 - (357)花之木出入口 - (359)永田出入口